# دالي هنري
دالي هنري هو لاعب هوكي الجليد كندي، ولد في 24 سبتمبر 1964.

## وصلات خارجية
- دالي هنري على موقع دوري الهوكي الوطني (الإنجليزية)
- دالي هنري على موقع EliteProspects.com (الإنجليزية)
- دالي هنري على موقع HockeyDB.com (الإنجليزية)
- دالي هنري على موقع Hockey-Reference.com (الإنجليزية)